# Behaarter Ginster
Behaarter Ginster (Genista pilosa), auch Heide-Ginster oder Sand-Ginster genannt, ist eine Pflanzenart aus der Gattung Ginster (Genista) in der Unterfamilie Schmetterlingsblütler (Faboideae) innerhalb der Familie der Hülsenfrüchtler (Fabaceae).

## Beschreibung

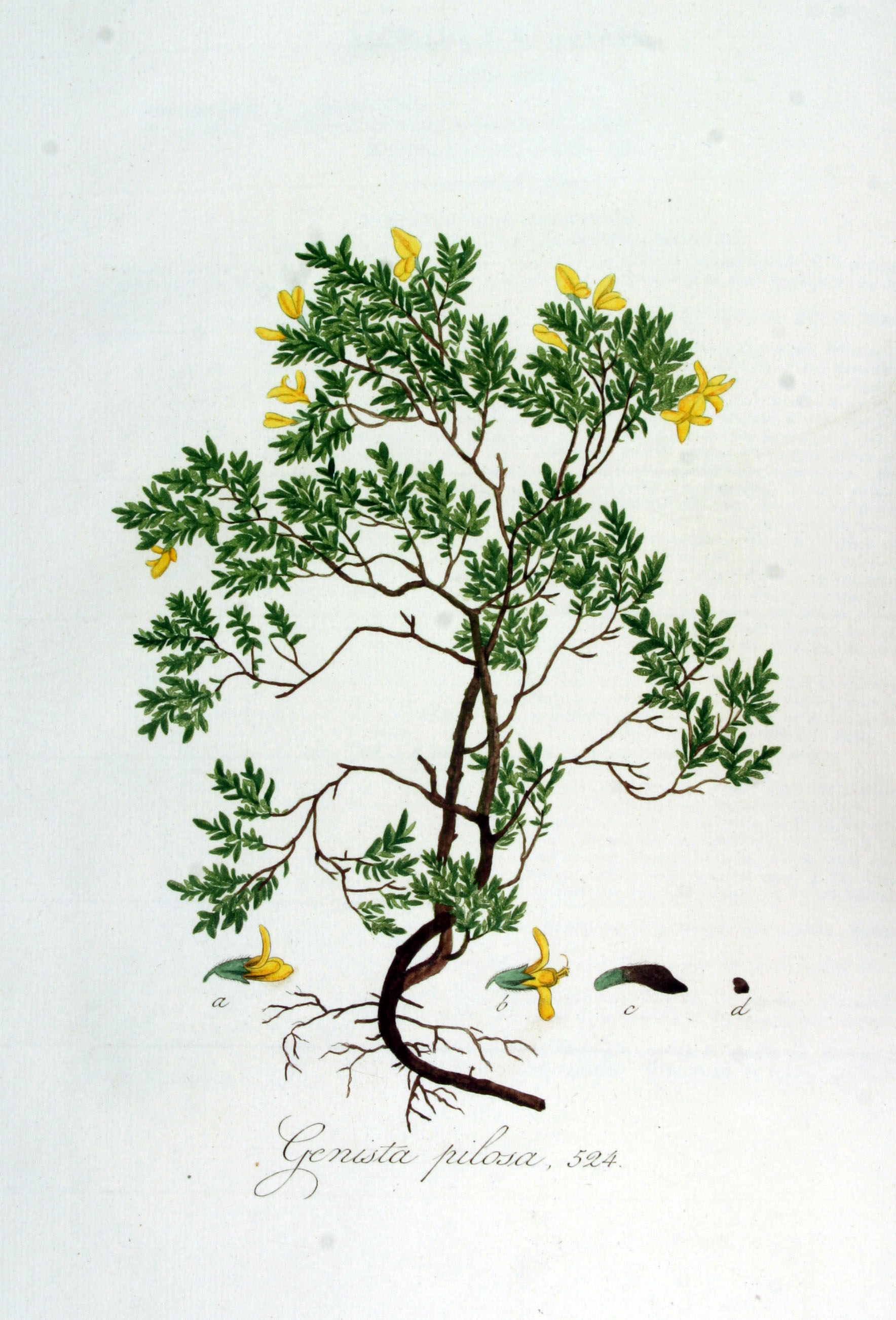
Illustration aus Flora Batava, Band 7

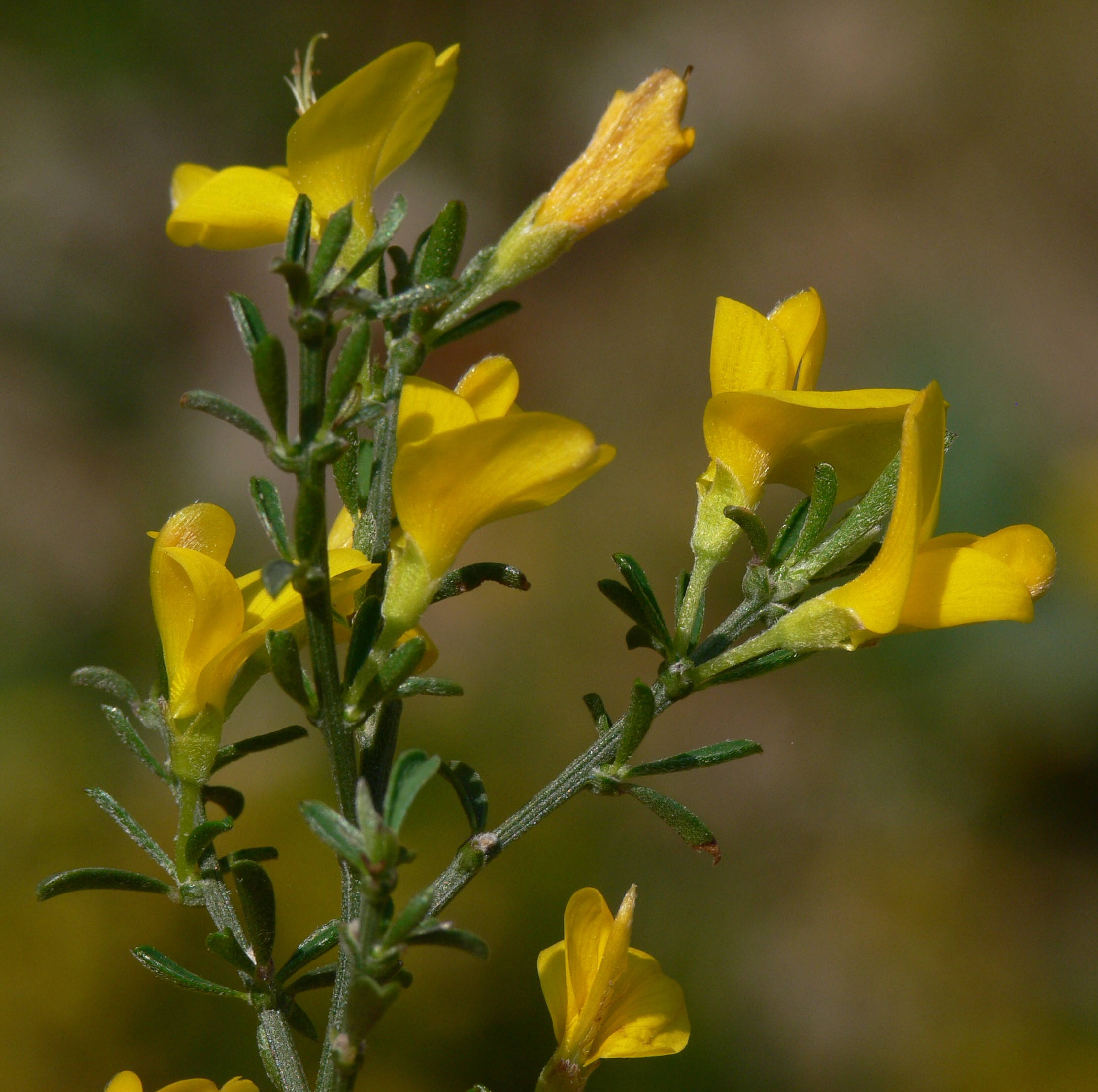
Zweig mit Laubblättern und Blüten

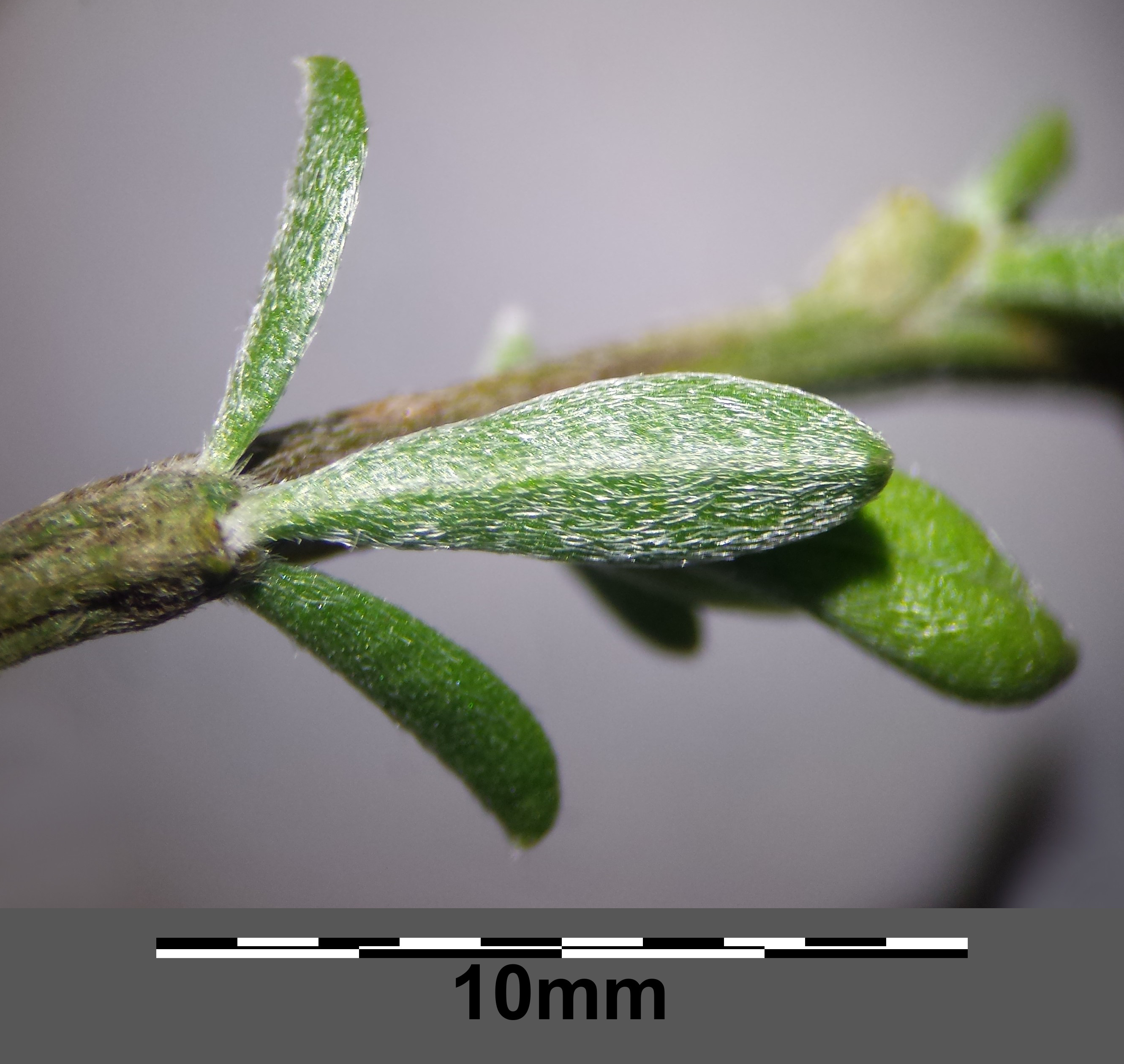
Stängel mit seidenhaarigen Laubblättern.

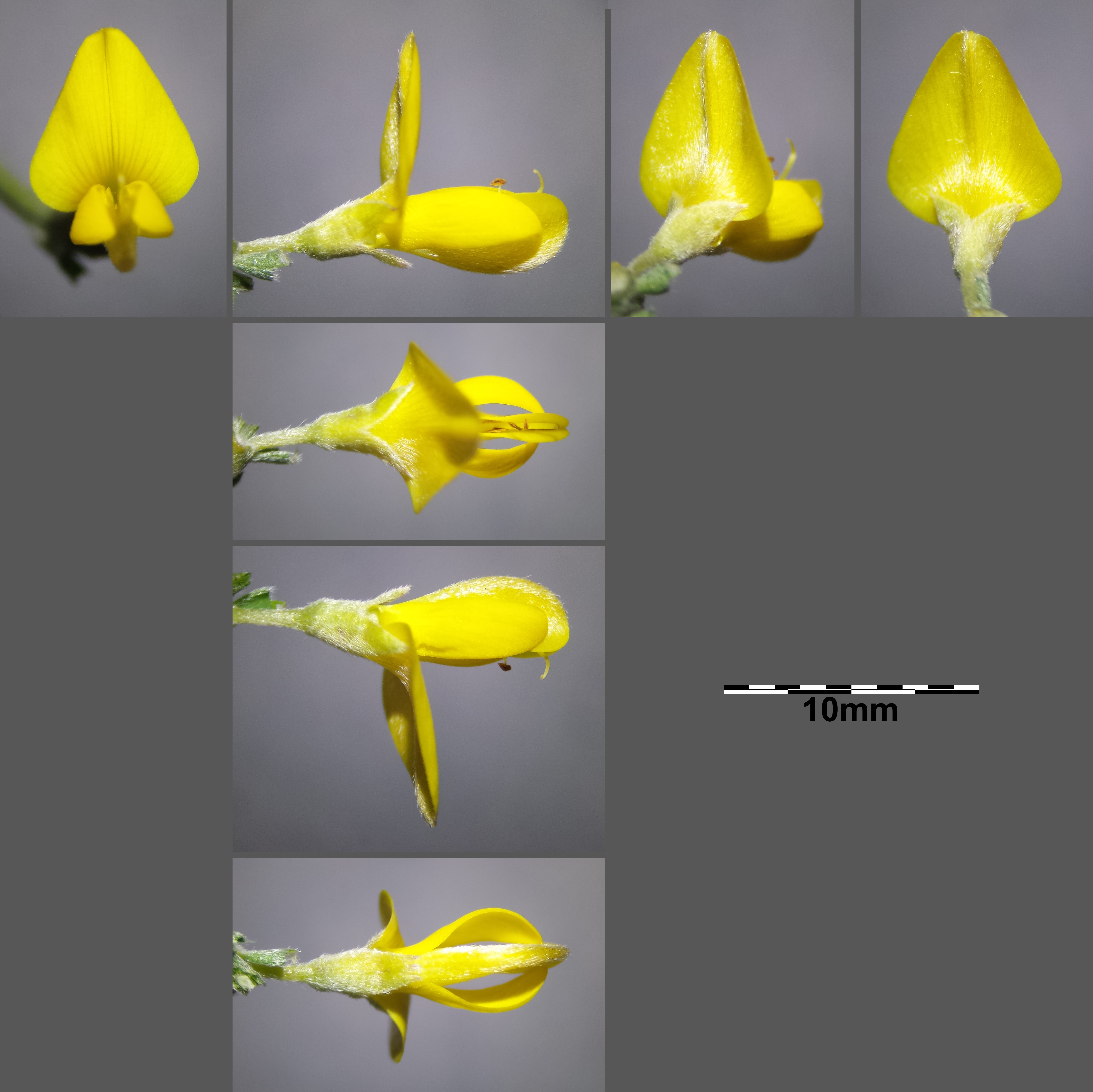
Blüte: die Flügel sind bogig nach außen gekrümmt und liegen dem Schiffchen nicht an.

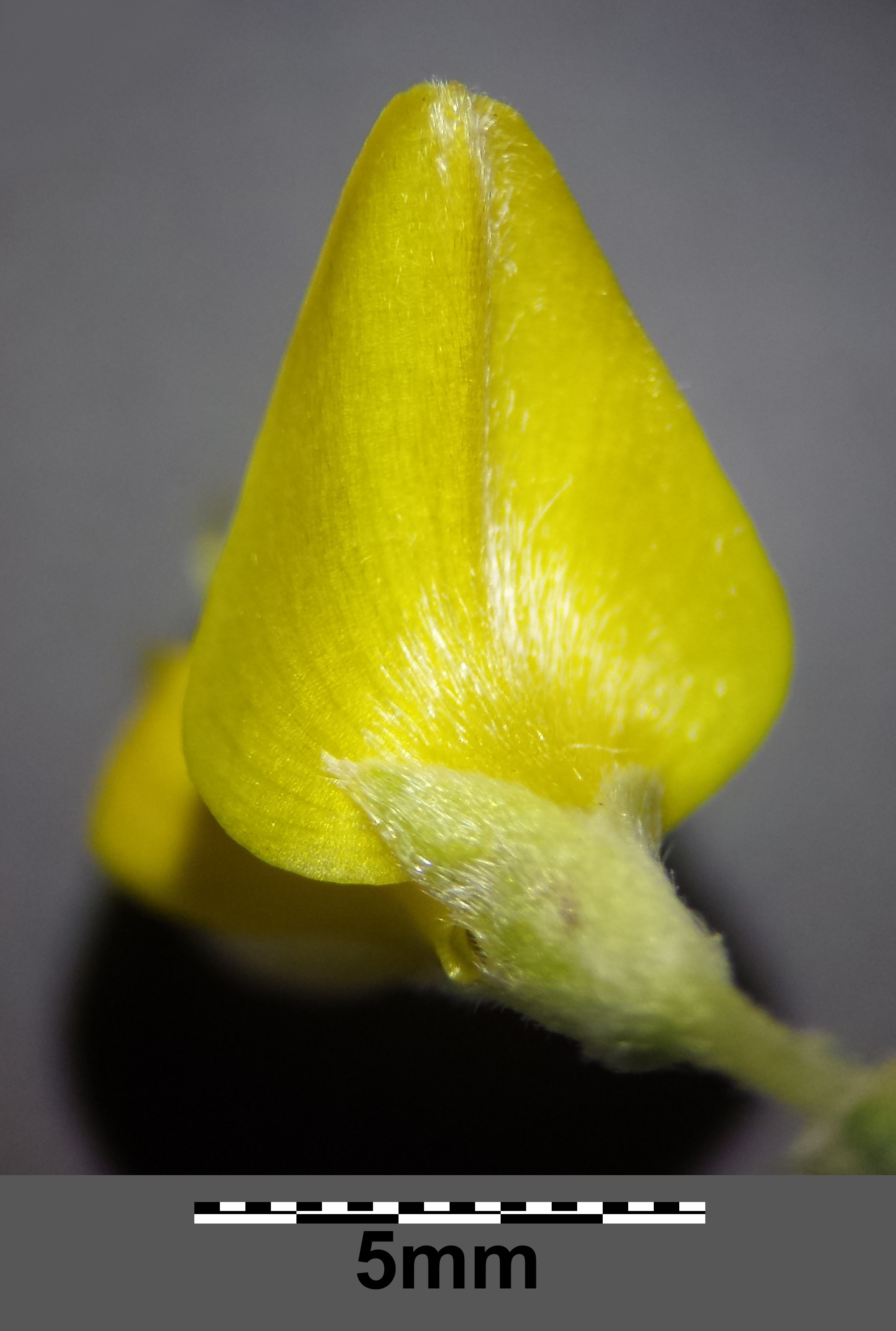
Die Fahne ist außen seidig behaart.

### Vegetative Merkmale
Der sommergrüne, dichtbuschige Zwergstrauch – an Felsen angelehnt auch Spaliersträuchlein – hat niederliegende bis aufsteigende Äste und erreicht Wuchshöhen bis 30 Zentimeter. Die jüngeren Zweige sind rundlich und anliegend behaart, ältere sind längsstreifig und knotig sowie dornenlos.
Die wechselständig angeordneten Laubblätter stehen einzeln an den Langtrieben, an den Kurztrieben in Büscheln. Die 5 bis 12 Millimeter langen und 1,5 bis 3,5 Millimeter breiten Blattspreiten sind lanzettlich oval und entlang der Mittelrippe gefaltet. Die dunkelgrünen Blattspreiten sind unterseits dicht seidig behaart. Die Blätter sind sehr kurz gestielt.

### Generative Merkmale
Die Blütezeit reicht von Mai bis August. Die Blüten stehen einzeln oder als Traube bis zu dritt in den Blattachseln der Vorjahrstriebe. Die zwittrigen Blüten sind bei einer Länge von bis zu 1 Zentimeter zygomorph und fünfzählig mit der doppelten Blütenhülle einer Schmetterlingsblüte. Die fünf Kronblätter sind goldgelb. Die sehr kurzen Blütenstiele und die Kelche sind seidenhaarig. Die Kelchoberlippe ist zweiteilig, die Kelchunterlippe ist kürzer und dreispaltig. Fahne und Schiffchen sind außen seidenhaarig.
Die 2 bis 3 Zentimeter langen und 2,5 bis 4 Millimeter breiten Hülsenfrüchte besitzen feine, dünne Härchen an den Nähten. Jede Hülse enthält 3 bis 8 Samen. Die Fruchtreife erfolgt ab Juli.
Die Chromosomenzahl beträgt 2n = 24.

## Vorkommen
Genista pilosa hat ihren Verbreitungsschwerpunkt in West-, Mittel- und Südosteuropa.
Die Art hat ursprüngliche Vorkommen in den Ländern Spanien, Frankreich, Belgien, in den Niederlanden, in Großbritannien, Deutschland, Dänemark, in der Schweiz, in Italien, Österreich, Ungarn, Albanien, in der früheren Tschechoslowakei und im früheren Jugoslawien, in Polen,  Bulgarien und Rumänien. Die Vorkommen in Lettland gelten als nicht natürlich. In Deutschland kommt die Art vor allem im Norden und Westen vor und fehlt südlich der Donau.
Als Standort werden sonnige, trockenwarme, kalkarme Säume von Gebüschen und Wäldern sowie Heiden und Magerwiesen bevorzugt. Der Behaarte Ginster gilt als Zeigerpflanze für versauerte Böden. Er ist in Mitteleuropa eine Charakterart des Genisto pilosae-Callunetum, kommt seltener auch im Vaccinio-Callunetum vor und ist eine Charakterart des Genistion pilosae-Verbandes. Auch in Gesellschaften des Unterverbands Quercenion robori-petraeae oder der Klasse Festuco-Brometea kann er vorkommen.
Die ökologischen Zeigerwerte nach Landolt et al. 2010 sind in der Schweiz: Feuchtezahl F = 2 (mäßig trocken), Lichtzahl L = 4 (hell), Reaktionszahl R = 2 (sauer), Temperaturzahl T = 3+ (unter-montan und ober-kollin), Nährstoffzahl N = 1 (sehr nährstoffarm), Kontinentalitätszahl K = 2 (subozeanisch).

## Taxonomie und Systematik
Der Behaarte Ginster wurde 1753 von Carl von Linné in Species Plantarum Band 2, Seite 710 als Genista pilosa erstbeschrieben.
Im Jahr 2016 wurde eine Unterart neu beschrieben:
- Genista pilosa subsp. cebennensis Coulot, Rabaute & J.Molina: Sie kommt in Frankreich vor.[4]

## Nutzung
Der Behaarte Ginster wird seit 1773 auch als Zierpflanze genutzt.

## Trivialnamen
Für den Behaarten Ginster bestehen bzw. bestanden auch die weiteren deutschsprachigen Trivialnamen: Hasenbarm (Göttingen), Lütte Heidkraut (Mecklenburg), Maipfriemen, Ringheide (Württemberg in der Baar) und Thierheide.